# Президентські вибори у США 1844
Президентські вибори в США 1844 року завершилися перемогою кандидата від Демократичної партії Джеймса Н. Полка над лідером вігів Генрі Клеєм. Основна передвиборча боротьба розгорнулася з питання анексії Техасу, яку підтримували демократи та відкидали Віги.

## Вибори
Кандидат від демократів Джеймс Полк вів передвиборчу кампанію на платформі територіального експансіонізму. На своїй конвенції демократи закликали до анексії Техасу та заявили, що Сполучені Штати ясно і безперечно мають право на весь Орегон. Пов'язуючи обидва питання про прикордонну суперечку в Орегоні та анексію Техасу, демократи одночасно залучали на свою сторону як північних, так і південних експансіоністів. Перші були стурбовані розширенням Орегону, тоді як останні фокусувалися на додаванні ще одного південного рабовласницького штату. Полк незначно випередив Клея, який зайняв позицію проти експансії.

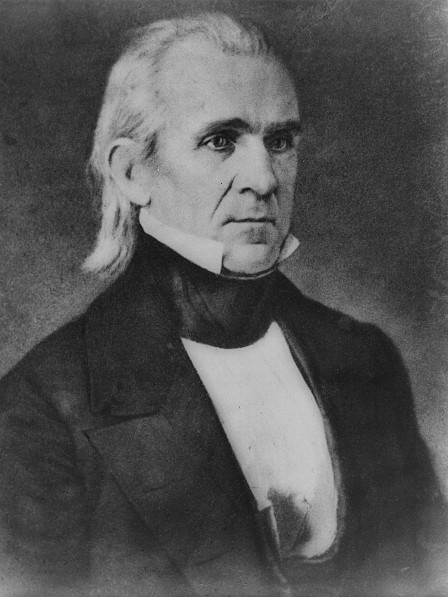
Після виборів 1844 року Джеймс Нокс Полк став одинадцятим президентом США.

Вибори 1844 року стали останніми, коли голосування проводилося в різних штатах в різні дні. Починаючи з виборів 1848 року, всі штати голосували одночасно в один із днів листопада.

### Результати
| Кандидат     | Партія              | Виборці   | Виборці  | Виборники |
| Кандидат     | Партія              | Кількість | %        | Виборники |
| ------------ | ------------------- | --------- | -------- | --------- |
| Джеймс Полк  | Демократична партія | 1 339 494 | 49,5 %   | 170       |
| Генрі Клей   | Партія вігів        | 1 300 004 | 48,1 %   | 105       |
| Джеймс Бірні | Партія свободи      | 62 103    | 2,3 %    | 0         |
| Усього       | Усього              | 2 703 659 | 99,9 % * | 275       |

```
(*) Решта голосували за інших кандидатів. 
```